# Mânlia Escantila
Mânlia Escantila (em latim: Manlia Scantilla) foi uma imperatriz-consorte romana, esposa do imperador Dídio Juliano, e reinou brevemente em 193 (o "ano dos cinco imperadores"). Seu nome indica que ela era da família Mânlia, o que, se correto, indica uma ilustre ascendência patrícia.

## História
Escantila se casou com o general Dídio Juliano antes de sua ascensão. Por volta de 153, ela deu-lhe sua única filha, Dídia Clara, conhecida por sua beleza.
Dídio se tornou imperador em 28 de março de 193 e, no mesmo dia, Escantila e Clara receberam o título de augusta por decreto do senado romano. A imperatriz, contudo, usufruiu do título por menos de três meses, pois seu marido foi assassinado em 1 de junho do mesmo ano. O novo imperador, Sétimo Severo, removeu-lhe as honrarias , mas deu à Escantila e a filha o corpo do finado imperador para um sepultamento digno. As duas enterraram Dídio num túmulo juntamente com o bisavô dele, do lado de fora de Roma. No mesmo mês da ascensão de Severo, Escantila morreu na obscuridade. O destino de Clara é desconhecido.